# Toni Rakkaen
Toni Rakkaen (โทนี่ รากแก่น), pseudonimo di Theerachai Wimolchaireuk (ธีรชัย วิมลชัยฤกษ์) (Songkhla, 21 gennaio 1982), è un attore e modello thailandese.

## Filmografia

### Cinema
- Big Boy, regia di Monthon Arayangkoon (2010)
- Sudkate Salateped, regia di Rergchai Poungpetch (2010)
- S.K.S. Sweety, regia di Rergchai Poungpetch (2011)
- 3 A.M. 3D, regia collettiva (2012) - (segmento "The Corpse Bride")
- Ruedoo thi chan ngao, regia di Worrawech Danuwong (2013)[1]
- Pob na pluak, regia di Ping Lumpraploeng (2014)
- How to Win at Checkers (Every Time), regia di Josh Kim (2015)[2]
- Love H2O, regia di Suttasit Dechintaranarak (2015)
- Sa-nap, regia di Kongdej Jaturanrasamee (2015)[3]
- Mahalai Tiang Kuen, regia collettiva (2016)
- Ruk Kong Rao, regia di Panjapong Kongkanoy e Laddawan Rattanadilokchai (2017)

### Televisione
- Suepsuan Puan Kamlang 3 - serie TV (2011)
- Tawan Chai Nai Marn Mak - serie TV (2012)
- Manee Sawat - serie TV (2013)
- Farm Euy Farm Ruk - serie TV (2013)
- Prissana - serie TV (2015)
- Jao Sao Kong Arnon - serie TV (2015)
- Club Friday The Series Season 6 - serie TV, 4 episodi (2015)
- Love Songs Love Stories - serie TV, 2 episodi (2016)
- Run phi Secret Love - serie TV, 6 episodi (2016)
- Plerng Kritsana The Series - serie TV, 26 episodi (2016)
- Club Friday The Series Season 8 - serie TV, 4 episodi (2016)
- Home Stay - serie TV (2017)
- Project S - serie TV, 8 episodi (2017)[4]
- Naew Sudtai - serie TV (2018)
- Love Bipolar - serie TV (2018)
- Club Friday: The Series 10 - Rak nokchai - serie TV, 4 episodi (2018)
- i STORIES - serie TV, 1 episodio (2018)
- Wolf - Game la ter - serie TV (2019)